# Oreobolus pumilio
Oreobolus pumilio är en halvgräsart som beskrevs av Robert Brown. Oreobolus pumilio ingår i släktet Oreobolus och familjen halvgräs. Inga underarter finns listade i Catalogue of Life.